# Station Holtensen/Linderte
Station Holtensen/Linderte (Haltepunkt Holtensen/Linderte) is een spoorwegstation in de Duitse plaats Linderte, gemeente Ronnenberg, in de deelstaat Nedersaksen. Het station ligt aan de spoorlijn Hannover - Soest en ligt nagenoeg in het midden tussen de plaatsen Linderte en Holtensen, gem. Wennigsen.

## Indeling
Het station heeft twee zijperrons, in bajonetligging, welke niet zijn overkapt maar voorzien van abri's. De perrons zijn verbonden via de straat Holtenser Straße. Aan de noordwestzijde van het station zijn is er een parkeerterrein en fietsenstallingen. 

## Verbindingen
Het station is onderdeel van de S-Bahn van Hannover, die wordt geëxploiteerd door DB Regio Nord. De volgende treinserie doet het station Holtensen/Linderte aan:
| Serie | Treinsoort             | Route | Bijzonderheden                 |
| ----- | ---------------------- | --- | ------------------------------ |
| S5    | S-Bahn (DB Regio Nord) | Hannover Flughafen – Hannover Hbf – Hannover Bismarckstraße – Holtensen/Linderte – Hamelen – Bad Pyrmont – Paderborn Hbf | Flughafen - Hamelen 2x per uur |